# هرانت دینک
هراند دینک (به ارمنی: Հրանդ Տինք) ‏(زادهٔ ۱۵ سپتامبر ۱۹۵۴ ملطیه - ۱۹ ژانویهٔ ۲۰۰۷ استانبول) یک روزنامه‌نگار ارمنی‌تبار ترکیه‌ای بود که در ژانویهٔ ۲۰۰۷، به‌دست اوگون ساماست، یک ملی‌گرا، راستگرا و پانترک ترکیه‌ای ۱۷ ساله به ضرب گلوله در استانبول ترور شد.
به‌عنوان سردبیر روزنامهٔ ترکی-ارمنی آگوس، دینک یک چهرهٔ سرشناس در جامعهٔ ارمنی ترکیه بود. دینک بیشتر به‌خاطر پشتیبانی از آشتی میان دو ملت ترک و ارمنی و نیز حمایت از حقوق اقلیت‌ها در ترکیه شناخته می‌شد؛ او همزمان منتقد انکار نسل‌کشی ارمنی‌ها توسط ترکیه، و کارزار ارمنی‌های ساکن غرب برای شناسایی بین‌المللی آن بود. او سه بار به اتهام بدنام‌کردن «ترک‌بودن» محاکمه شد، و نیز بارها توسط ملی‌گرایان ترک به مرگ تهدید شد.

## زندگی
از آنجا که مادرش توانایی نگهداری او و دو برادرش را نداشت به اجبار آنان را به مرکز نگهداری کودکان بی سرپرست سپرد و هراند هشت سال در مرکز نگهداری کودکان بی سرپرستِ گِدیک پاشا وابسته به کلیسای پروتستان ارمنی به سر برد و تحصیلات ابتدایی خود را در آنجا به پایان رساند.
بعد از اتمام تحصیلات ابتدایی، هراند وارد دورهٔ متوسطه شد و تحصیلات خود را در مدرسهٔ شبانه‌روزی ارمنی سورپ خاچ تیبروانک به اتمام رساند.
سپس، در دانشکدهٔ علوم دانشگاه استانبول در رشتهٔ جانورشناسی مشغول به تحصیل شد. در همین زمان و در سن بیست سالگی، با دختری به نام راکل، که از دوران کودکی در همان مرکز نگهداری کودکان بی سرپرست با او آشنا شده بود، ازدواج کرد.
پس از اتمام تحصیلات در رشتهٔ جانورشناسی، دینک تصمیم گرفت تحصیلات عالیهٔ خود را در رشته‌ای که به آن علاقه داشت؛ ادامه تحصیل دهد، بنابراین این بار در رشتهٔ فلسفه دانشگاه استانبول مشغول به تحصیل شد و شاید در این دوران بود که به مسائل سیاسی نیز علاقه‌مند و وارد حزب کمونیسم ترکیه (مارکسیسم ــ لنینیسم) شد.
در همین دوران تحصیل در دانشگاه، فعالیت‌های اجتماعی خود را نیز در میان جامعهٔ ارمنیان استانبول آغاز کرد و ابتدا در کنار شنورک گالوستیان، پاتریارک وقت ارمنیان ترکیه و سپس در کنار همسرش در مقام مسئول مرکز نگهداری کودکان بی سرپرست ارمنی مشغول به کار شد و البته، دوران سربازی خود را نیز در هنگ پیاده‌نظام دنیزلی در ارتش ترکیه به پایان رساند. دینک در این زمان صاحب سه فرزند بود، دو دختر و یک پسر.
او پس از بازگشت از خدمت سربازی به همراه برادران خود یک مغازهٔ فروش کتاب و لوازم التحریر را نیز اداره می‌کرد.
اما فعالیت‌های فرهنگی و سیاسی اش در مورد جامعهٔ ارمنیان ترکیه از۱۹۹۰ م به‌طور جدی آغاز شد. ابتدا، در روزنامهٔ مارمارا، با تخلص جوتاک بر کتاب‌هایی که دربارهٔ تاریخ ارمنستان در ترکیه به چاپ می‌رسیدند نقد می‌نوشت و در نهایت، با تلاش‌های فراوان در ۱۹۹۶ میلادی به کمک چند تن از دوستانش و حمایت‌های پاتریارک وقت نشریه‌ای به نام آگوس را تأسیس کرد.

## روزنامه آگوس
از تاریخ ۱۹۹۶ میلادی بعد بود که دینک با مقالات خود در نشریه آگوس، که به صورت هفته‌نامه و به دو زبان ارمنی و ترکی به چاپ می‌رسید، ابتدا در جامعهٔ ترکیه و سپس در ارمنستان و در اندک زمانی حتی در اروپا و آمریکا شناخته شد و سیل انتقادات و تشویق‌های متفکران و منتقدان نشان داد که او قدم در راهی پرمعنا و البته، پرخطر نهاده‌است!
او در مورد مسئلهٔ ارمنی و نسل‌کشی ارمنیان نظرات نو و بدیعی را مطرح کرد. هدف اصلی او ارائه راه حلی برای پایان دادن به موضوع مورد اختلاف ارمنیان و ترک‌ها طی چندین دههٔ اخیر بود. آگوس نشریه‌ای کاملاً مردمی محسوب می‌شد که علاوه بر بیان این مسائل مشکلات جامعهٔ ارمنیان ترکیه را نیز مطرح می‌کرد. دینک بانی عقیده‌ای خاص برای تحقق این مسائل بود و در این راه از هیچ تلاشی دریغ نکرد.
دینک خیلی زود مورد توجه سازمان‌ها و جریاناتی که در زمینهٔ حقوق بشر و آزادی بیان فعالیت می‌کنند قرار گرفت.
او در سال ۲۰۰۵ مفتخر به دریافت نشان تقدیری از جامعهٔ حقوق بشر ترکیه شد و یک سال بعد، برای تلاش در راه تحقق آزادی عقیده و بیان نشان روزنامه‌نگار شجاع مجلهٔ آلمانی اشترن را دریافت کرد. در همین سال، نشان مشابه‌ای نیز از کشور هلند گرفت و به خاطر شجاعتی که در بیان مسئلهٔ کشتار دسته جمعی ارمنیان به کار برده بود نشان بجرنسون نروژ را نیز دریافت داشت.
اما خیلی زود به خاطر افکار و عقایدش مخالفانی نیز پیدا کرد. او برای مطرح کردن اندیشه‌هایش در مورد نسل‌کشی ارمنیان سه بار بر اساس مادهٔ ۳۰۱ قوانین ترکیه، مورد محکومیت قرار گرفت و در ۷ اکتبر ۲۰۰۵، بر اساس رأی دادگاه قضایی شیشلی به شش ماه حبس محکوم شد. البته، پیش از آن نیز بر اساس مادهٔ ۳۰۱ دوبار به پای میز محاکمه کشانده شده بود که یک بار محکوم و بار دیگر تبرئه شده بود.
دینک در ماه‌های پایانی زندگی اش مورد تهدیدات بسیاری از سوی مخالفانش قرار گرفت. بنا به اظهارات اردال دوآن، وکیل دینک، او در دو هفتهٔ پایانی حیاتش نامه‌های تهدیدآمیز فراوانی دریافت کرده بود که در بین تهدیدکنندگان برخی چهره‌های برجستهٔ نظامی سابق ترکیه نیز دیده می‌شدند.

## ترور
هرانت دینک در ژانویهٔ ۲۰۰۷ به‌دست اوگون ساماست، یک ملی‌گرای ۱۷ سالهٔ ترک، در استانبول ترور شد. ترور او اندکی پس از پخش مصاحبهٔ او با نام «جیغ‌زنندگان» روی داد که در آن دربارهٔ انکار نسل‌کشی ۱۹۱۵ ارمنی‌ها و محاکمهٔ او طبق مادهٔ ۳۰۱ سخن می‌گفت. درحالی‌که قاتل از آن زمان در بازداشت است، تصویرهایی از او منتشر شده‌اند که او را شانه‌به‌شانه افسران لبخند-به-لب پلیس که در جلوی پرچم ترکیه ایستاده‌اند، نشان می‌دهند. این تصویرها در ترکیه جنجال آفریدند و تعدادی از افسران از کار برکنار شدند.

قاتل او تنها به ۲۲ سال زندان محکوم شد. او بعد از گذشت تنها ۱۶ سال از حبس خود در سال ۲۰۲۳ به دلیل حسن رفتار مورد عفو قرار گرفت و آزاد شد.

## شعر
قربانی راه حق، تقدیم به خاکستر هراند دینک، نویسنده: واراند، مترجم: سونا خواجه سری
سیه بود چشمانت
و بر سپیدی پیشانیت
چو موجی بیرون جهیده بود
گیس شفاف ابریشمینت
آری این چنین اند دلیران بی‌باک
آری این چنین محکوم اند پیامبران خاکی
آری این چنین اند آنانی که سرسختانه
بازنمی‌گردند
از آخرین دم پیکار موت و هستی
آنانی که در قلبشان
خون سرخ بره جاری است
و پولاد زره عزمشان
نمی‌سازد سرنگونشان
و خون رسولان
چو شبنمی است بر لبان آگوس
و کلام خونینشان
دمی است بر سوسن صحرا
نور وجودشان
جلالی است بر مشعل امید
راهی جاودانگی می‌گردند
آنان، در شبی پر از رمز و راز…
دگر بار می‌خروشید
دجله و فرات
در سوز خاطرات ما
این دو شکاف درد و رنج
در خون آفرینش گر ما
از سوریه و دِرزُر
از رأس العین تا اردوگاه عراق
وجود من نقش بست
در حجلهٔ دو یتیم…
و آنی تبرک یافتیم
در مرز لایتناهی
و دگر لحظه
تبرک دادیم یکدیگر را
من چون شاعر
تو یک رسول
دیداری داشتیم، هراند.
به هم پیوستند
دو رود در تلاطم دست هایمان…
سرد بود لحظهٔ جدایی
بسان آیینی در سما
عبث بود لحظهٔ غم
چون اخگری بودیم
ز همان هیمهٔ آتش
تو مرگ را در آغوش گرفتی
بهر آن رؤیایی سترگ
و اینک من به جای مانده
می‌سرایم جاودانگیت را
سیه بود چشمانت
لیکن پیشانیت سپید
آری این چنین گام برمی‌داشت مسیح
زیر تاب نیزه‌ها
آری می‌درخشید مغرورانه
تبسم با شکوهت
گویی درد تاج خار
نچکیده بود بر رویش…

## نگارخانه

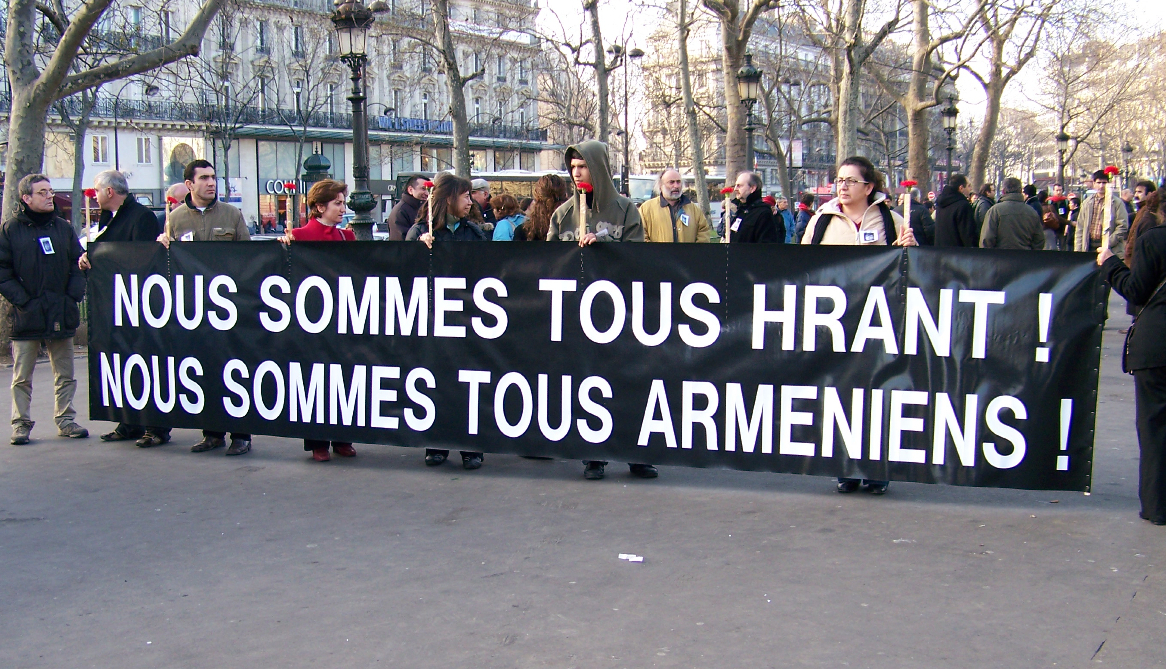
همه ما هراند دینکیم، همه ما ارمنی ایم
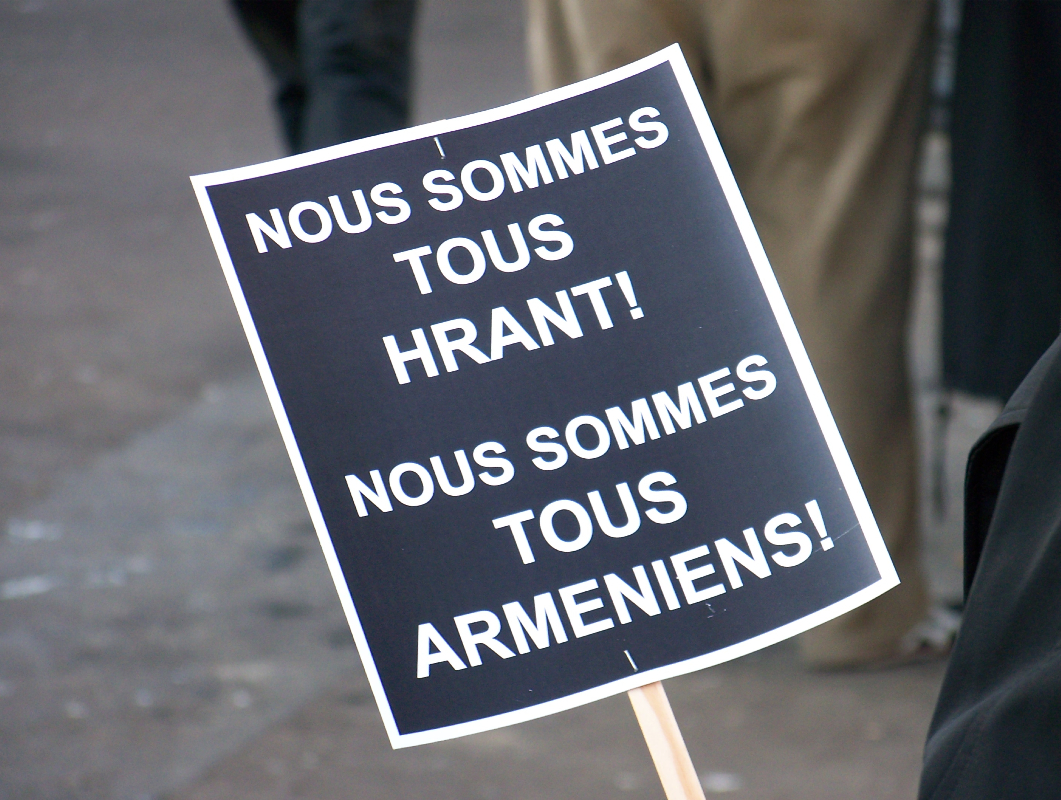

## یادداشت
1. ↑  Gedikpasha
2. ↑  Surp Khach Tibervank
3. ↑  Rakel
4. ↑  Shnorhk Galoostian
5. ↑  عنوان بالاترین مقام مذهبی ارمنیان ترکیه
6. ↑  Denizli
7. ↑  Marmara
8. ↑  Jutak
9. ↑  Agos
10. ↑  Stern
11. ↑  Bjernson
12. ↑  Shishli
13. ↑  Erdal Doan